# Adolfas Aleksejūnas
Adolfas Aleksejūnas (* 27. Juni 1937 in Meliniai, Bezirk Šiauliai, jetzt Rajongemeinde Pakruojis) ist ein litauischer Leichtathlet, der für die Sowjetunion antrat. Er wurde 1964 Olympiasiebter im 3000-Meter-Hindernislauf.

## Erfolge
1963 und 1964 belegte Aleksejūnas bei den sowjetischen Meisterschaften jeweils den vierten Platz, 1965 erreichte er den zweiten Platz hinter Viktor Kudinski, 1966 platzierte er sich auf dem dritten Rang.
Schon 1963 war er zusammen mit Nikolai Sokolow in Löwen gestartet und hatte hinter Sokolow den dritten Platz in jenem Rennen belegt, in dem der Belgier Gaston Roelants seinen ersten Weltrekord aufstellte. Aleksejūnas erhielt auch eine Nominierung für die Olympischen Spiele 1964 in Tokio. Im dritten Vorlauf verbesserte er seine persönliche Bestleistung auf 8:31,8 min und unterbot damit den olympischen Rekord, den Maurice Herriott im zweiten Vorlauf aufgestellt hatte. Mit dieser Leistung besiegte er in seinem Vorlauf Gaston Roelants, der allerdings nur auf sein sicheres Weiterkommen geachtet hatte. Im Finale bemühte sich Aleksejūnas das Tempo des Favoriten Roelants mitzugehen, am Ende fiel er jedoch zurück und wurde von mehreren spurtstärkeren Läufern überholt. In 8:39,0 min belegte er den siebten Platz.
Bei einer Körpergröße von 1,72 m betrug sein Wettkampfgewicht 66 kg.

## Leben
1972 absolvierte er ein Diplomstudium an der Fakultät für Geschichte am Vilniaus pedagoginis institutas in Vilnius.
Nach seiner Karriere war er als Sportjournalist tätig. 2007 war er Vorstandsmitglied von Lietuvos tautinis olimpinis komitetas.